# 大都会のやさぐれ女
「大都会のやさぐれ女」（だいとかいのやさぐれおんな）は、1971年4月1日発売の研ナオコのデビュー・シングル。東宝レコードから発売された。規格品番：AS-1053。

## 解説
- A・B面共に作詞は坂口宗一郎、作曲は中山大全、編曲は竹村次郎による。

出版者はフジパシフィックミュージック。
- 東宝レコードの記念すべき第1号歌手レコードとして制作された。
- 大都会が舞台の、男に棄てられた女の演歌風味のやさぐれ・やけっぱち歌謡である。
- 研ナオコは当時17才。初めてのレコーディング、かつ研ナオコが1971年当時出せた声域の音程ぎりぎりの音を要求されて大変苦労したという[2]。
- オリジナルは嬰ヘ長調もしくは変ト長調である。本作はオリジナル・アルバム『女ごころ』にも収録された。
- 東宝レコード消滅以来、多くのファンが長らく聴くことが出来ない音源となっていたが、2013年9月18日に『研ナオコ シングルA面コンプリート』に（規格品番：PCCA-3911）収録・初CD化された。
- B面曲「御免遊ばせ」は、セクシーなコーラス入りのコミカルな演歌・小唄テイストの歌謡曲。

こちらの出版者はセントラルミュージック。
- 曲中の詞に「ミニミニ」、「ふぐの毒」等の言葉が登場する。変ホ長調である。
- 「御免遊ばせ」は東宝レコードでのオリジナル・アルバムにもベスト・アルバム『その道・オリジナル14』にも未収録であり、本作7インチシングル盤も早い時期に廃盤となったため聴く機会に恵まれず、長らく埋れた幻の音源となっていた。この「御免遊ばせ」は2014年5月21日、『研ナオコ シングルB面コンプリート』（規格品番：PCCA-4030）に収録・初CD化され、実に43年振りに日の目を浴びる事となった。

- 本作はオリコンでのチャート・イン記録無し。

デビューからインパクトのある存在感で注目を浴びたものの中々ヒットには結びつかず、研ナオコの歌唱作品が初めてオリコンチャート入りするのは翌年発表の４thシングル「京都の女の子」（52位）まで暫く待つ事となる。
- 研ナオコ自身がその後人気歌手・タレントになった事に加え、上述の通り殆ど売れなかったデビュー作であるため、2017年現在では現存する7インチシングル盤の比較的状態の良いものは、中古市場に於いて割高で取引されることが珍しくない（所謂「レア盤」化している）。

## 収録曲
- 両楽曲共に、作詞：坂口宗一郎／作曲：中山大全／編曲：竹村次郎

1. 大都会のやさぐれ女（3分25秒）
2. 御免遊ばせ（2分53秒）

## 収録アルバム
- 「大都会のやさぐれ女」

『女ごころ』（オリジナルLP盤規格品番：AX-4008／1973年11月25日発売／東宝レコード）
『その道・オリジナル14』（オリジナルLP盤規格品番：AX-6035／1975年発売（ベストアルバム）／東宝レコード）
『研ナオコ シングルA面コンプリート』（CD規格品番：PCCA-3911／2013年9月18日発売／ポニーキャニオン）
- 「御免遊ばせ」

『研ナオコ シングルB面コンプリート』（CD規格品番：PCCA-4030／2014年5月21日発売／ポニーキャニオン）

## 備考
- 「大都会のやさぐれ女」のJASRAC作品データは、内国作品／出典：PO(出版者作品届)[1]、
作品コードは046-2899-3。ISRCはJPPC07150221[3]。
- 「御免遊ばせ」のJASRAC作品データは、内国作品／出典：PO(出版者作品届)[1]、
作品コードは032-6785-7。ISRCはJPPC07150223[3]。
  - CDが登場する前にレコード会社が事実上消滅してマスター音源のみが残り、その音源が後年（移籍先など）別の会社からCD化された場合にはCD化を行った会社のコードが与えられるケースである（東宝レコード時代の音源→ISRC：ポニーキャニオン）[4]。